# Micreremidae
Micreremidae zijn  een familie van mijten. Bij de familie zijn 6 geslachten met circa 20 soorten ingedeeld.